# امیلیا سایکس
امیلیا استرانگ سایکس (زاده ۴ ژانویه ۱۹۸۶) یک سیاستمدار آمریکایی است که از سال ۲۰۲۳ به عنوان نماینده ایالات متحده در حوزه سیزدهم کنگره اوهایو خدمت می‌کند. او که یکی از اعضای حزب دموکرات بود، قبلاً نماینده منطقه ۳۴ مجلس نمایندگان اوهایو بود که از بخش‌هایی از منطقه آکرون تشکیل شده است.
سایکس در منطقه آکرون بزرگ شد و دختر سناتور ایالتی ورنون سایکس و نماینده سابق ایالت باربارا سایکس است که به‌طور متوالی از سال ۱۹۸۲ تا ۲۰۱۴ همان کرسی را داشت. بین ورنون، باربارا و امیلیا، خانواده سایکس به مدت ۴۰ سال بر کرسی نشستند.